# Stadion Na Bělince
Stadion Na Bělince – stadion piłkarski w Kunovicach, w Czechach. Został otwarty 5 sierpnia 1983 roku. Może pomieścić 3500 widzów. Swoje spotkania rozgrywają na nim piłkarze klubu Fotbal Kunovice oraz zawodnicy rezerw zespołu 1. FC Slovácko.
W 1985 roku oddano do użytku trybunę główną stadionu (pomieszczenia wewnątrz trybuny były gotowe rok później). W 1999 roku obiekt był jedną z aren Mistrzostw Europy U-16. Rozegrano na nim dwa spotkania fazy grupowej tego turnieju.